# Hvar (grad)
Hvar  je grad na istoimenom otoku  u Hrvatskoj i važno turističko odredište.

## Opis
Hvar (čakavski: Hvor ili For, grčki: Pharos, latinski: Pharia, talijanski: Lesina) grad je u Hrvatskoj koji administrativno pripada Splitsko-dalmatinskoj županiji. Nalazi se na zapadnom kraju istoimenog otoka, čije je najveće naselje. Godine 2011. imao je 4.251 stanovnika. Grad ima bogatu povijest i jedna je od najpoznatijih turističkih destinacija u Hrvatskoj.

## Zemljopisni položaj
Grad Hvar smješten je u zaljevu na jugozapadnom kraju otoka Hvara. Okrenut je prema jugu, za razliku od susjednih općina Stari Grad i Jelsa, koje su okrenute prema zapadu, odnosno sjeveru. Južno od gradske luke nalaze se Paklinski otoci.

## Klima
Godišnji prosjek sunčanih sati iznosi 2726 sati, a maksimum je dostignut 2003. godine kada su izmjerena 3053 sata.[nedostaje izvor] Najsunčaniji dan u godini je osamnaesti dan mjeseca srpnja, s prosječnih 12 h, 27 m i 36 s. Prosječna mjesečna temperatura zraka u razdoblju od lipnja do rujna prelazi od 20°C, a samo dva mjeseca (siječanj i veljača) imaju prosječnu mjesečnu temperaturu nižu od 10°C.[nedostaje izvor]
Srednja mjesečna temperatura mora, u razdoblju od lipnja do listopada prelazi 20°C, a nije rijetkost i da se temperatura popne i preko 27°C. Upravo zbog ovakve blage mediteranske klime, otok Hvar je idealna destinacija za pred i pod sezonu, kada su temperature mora i zraka idealne za odmor.
Toplinu ljeta najčešće rashlađuje blagi maestral koji dolazi sa sjeverozapada.
Jugo uglavnom nosi tmurno vrijeme i kiše, dok bura nosi svježe i bistro vrijeme. 
Ljeta su u Hvaru duga i topla, jeseni, dok je zima uglavnom blaga i kratka.
Prava je rijetkost doživjeti snijeg u Hvaru, u prosjeku jednom u 10 godina, kada izaziva pravu atrakciju.

## Povijest
Hvarska povjesnica traje već tisućljećima. Njezino bogatstvo i sadržaj rezultat su brojnih okolnosti i prednosti Hvara, od kojih kao najvažniju valja svakako izdvojiti nautički položaj hvarske luke. Naime, od samih početaka plovidbe na jedra, otok Hvar nalazi se u središtu uzdužnih i poprečnih plovidbenih putova Jadranom, a sama luka grada Hvara – zaštićena malim otocima i prirodno izvrsno oblikovana, brodovima je pružala sigurno utočište od pogubnih vjetrova.
Iz bogate povijesti Hvara i okolice, dolje su izdvojeni važniji nadnevci.
Najstariji sačuvani dio grada zove se Groda. Smjestio se je unutar gradskih zidina ispod glavne tvrđave Fortice. Predstavlja grad u užem smislu i pokriva sjeverni i sjeveroistočni dio stare gradske jezgre. Polako se ju gradilo. Tek sredinom 15. stoljeća, u vrijeme treće mletačke vladavine opasana je zidinama, koje su nastale nastali trudom i troškom Hvarana. U Grodu i iz nje vode četvera vrata: Palmina, Vrata sv. Marije (Vrata Biskupije), Vrata od Gojave, Vrata Badoer (Gradno vrota). U rodi su crkve, samostani i dosta zanimljivih starih kuća. Groda je danas najstariji sačuvani dio grada, ali nije prvi grad na ovom području. U kasnoj starom vijeku (4. do 7. st.) ovdje je bio utvrđeni grad, na sjevernom obronku Burka (Sv. Mikule, Glavice).
| 1. tisućljeće pr. Kr. | Na prostoru današnjega grada Hvara nalazi se najranije poznato naselje. Utemeljili su ga starosjedioci Iliri, a prostire se na obronku brda sa sjeverne strane gradskog trga (koji je tada bio mala uvala što je sezala sve do današnje katedrale). Na vrhu brda nalazi se pak jaka utvrda - gradina. |
| 4. st. pr. Kr.        | U Starom Gradu Grci s otoka Parosa utemeljili su grad Pharos. |
| 4. – 3. st. pr. Kr.   | Neki povjesničari pretpostavljaju da se u ovo vrijeme na mjestu današnjega grada Hvara nalazi grčki polis Herakleja. |
| 2. – 5. st. po K.     | Oko male uvalice, koja je kasnije nasuta i postala sadašnji gradski trg, nalazi se manje rimsko naselje i luka. |
| 6. – 7. st.           | Hvar (Lesna) važna je vojno pomorska postaja unutar bizantske Dalmacije. Sam grad smješten je na prostoru oko današnjega gradskog trga, a s južne strane trga nalazi se utvrda. |
| 8. – 13. st.          | Hvar (Lesna) gotovo je pusto mjesto. Pri dnu uvale, na mjestu današnje katedrale nalazi se benediktinski samostan sv. Marije. |
| 11. st.               | Otok Hvar je u sastavu hrvatske države |
| 1147. g.              | Osnovana Hvarska biskupija, prvo sjedište bilo je u Starom Gradu. |
| 1278. g.              | Pod utjecajem moćne Venecije, otočko središte premješta se iz Starog Grada u Hvar. Hvar tako postaje središte biskupije (koja obuhvaća otoke Hvar, Brač i Vis) i središte komunalne uprave. |
| 1420. g.              | Hvar (Lesina) ponovno je okupirala Venecija i njena vlast će potrajati sve 1797.g. U okviru mletačke države luka grada Hvara predstavlja glavnu vojno pomorsku postaju na Jadranu i važno tranzitno središte. Vrijeme je to kulturnoga razvitka Hvara, koji se temeljio na zemljoradnji, ribarstvu pomorstvu i trgovini. U ovom je razdoblju Hvar izgradio svoj prepoznatljivi urbani lik, te iznjedrio najviše duhovne vrijednosti (brojne pjesnike, dramatičare, povjesničare i teologe). Među ovim tečevinama svakako je najvažnije prvo građansko kazalište utemeljeno 1612.g. |
| 1510. g., 6. veljače  | Čudo u Hvaru! Mali drveni križ prokapao je krvlju. Uz ovaj se događaj veže početak tradicije procesije Za križem. |
| 1510. – 1514. g.      | Na Hvaru traje Ustanak hvarskih pučana pod vodstvom Matija Ivanića, koji će se okončati intervencijom Venecije. |
| 1571. g.              | Otok Hvar napali su Turci. |
| 1579. g.              | Eksplozija baruta u gradskoj tvrđavi izazvala je velika razaranja u gradu Hvaru. |
| 1797. – 1805. g.      | Prva austrijska uprava na Hvaru. |
| 1805. – 1813. g.      | Hvar pod vlašću Francuza. |
| 1813. – 1918. g.      | Hvar je u sastavu Austrije. Ovo je razdoblje izrazitog pada gospodarskog i kulturnog života Hvara, koji će oživjeti tek krajem 19. st. s razvojem vinogradarstva. |
| 1868. g.              | Grupa uglednih Hvarana na čelu s tadašnjim biskupom dr. Jurjem Dubokovićem - osnovala je profesionalno turističko udruženje pod nazivom "Higijeničko društvo Hvar" kojemu je cilj bio promicanje i razvoj ugostiteljske ponude u gradu. Ovaj se datum uzima kao početak organiziranoga bavljenja turizmom u gradu. |
| 1900. g.              | Otvoren lječilišni hotel Carice Elizabete nastao na temeljima Kneževe palače – današnji hotel Palace. |
| 1921. – 1941. g.      | Hvar je u sastavu Kraljevine Jugoslavije. Razdoblje je to siromaštva i iseljavanja Hvarana u prekomorske zemlje. Polagani razvitak turizma u Hvaru otvara međutim nove gospodarske perspektive. Osiguravaju se sredstva za razvoj turističkih usluga i ponude kao i veliku promidžbu Hvara. Tada je izgrađeno i gradsko kupalište koje se u ono vrijeme spominjalo kao najljepše na Jadranu. |
| 1945. – 1990. g.      | Hvar se od malog provincijskog gradića pretvara u mondeno turističko ljetovalište što rezultira masovnim ljetnim rekreativnim turizmom. |
| 1991. g.              | Hvar je ponovno u svojoj domovini, slobodnoj i samostalnoj Republici Hrvatskoj. Za vrijeme Domovinskog rata Hvar organizirano nudi smještaj izbjeglima s ratnih područja. |

U Hvaru je 1848. djelovala Građanska straža.

## Administracija i politika
Gradonačelnik Hvara je Rikardo Novak (nezavisni). Predsjednik 13-članog Gradskog vijeća je Jurica Miličić (HDZ).

## Gospodarstvo

### Lavanda
Lavanda se prije uzgajala u velikim količinama te se izvozilo lavandino ulje. Danas je to rijetkost.

## Demografija
| broj stanovnika | 3292  | 3049  | 3469  | 3863  | 4104  | 3789  | 3851  | 3114  | 2811  | 2951  | 2937  | 3224  | 3705  | 4143  | 4138  | 4251  | 3979  |
|                 | 1857. | 1869. | 1880. | 1890. | 1900. | 1910. | 1921. | 1931. | 1948. | 1953. | 1961. | 1971. | 1981. | 1991. | 2001. | 2011. | 2021. |

| broj stanovnika | 1904  | 1930  | 1864  | 1929  | 2039  | 1970  | 2050  | 1820  | 1588  | 1770  | 1877  | 2467  | 3153  | 3643  | 3672  | 3771  | 3519  |
|                 | 1857. | 1869. | 1880. | 1890. | 1900. | 1910. | 1921. | 1931. | 1948. | 1953. | 1961. | 1971. | 1981. | 1991. | 2001. | 2011. | 2021. |

### Popis 2011.
Prema popisu iz 2011. godine grad Hvar je imao 3771 stanovnika.

## Kultura i šport
Hvar je jedno od kulturnih središta hrvatske renesansne književnosti.
Jedan je od četiri književna kruga. U njemu su djelovali poznati pisci. Hanibal Lucić; pisac prve izvorne hrv. drame s temom iz nacionalne povjesti-Robinja. 
Petar Hektorović;Ribanje i ribarsko prigovaranje-prvo stihovano djelo u hrv. književnosti koje opisuje stvarno,a ne alegorijsko putovanje.
Mikša Pelegrinović-pisac Jeđupke - prva sačuvana maskrata hrv. književnosti.
U Hvaru se nalazi Muzej hvarske baštine.
Svake se godine u gradu Hvaru održavaju Dani Hvarskog kazališta, književno-znanstvena i scenska manifestacija, u organizaciji HAZU (njegova Zavoda za povijest hrvatske književnosti, kazališta i glazbe), Književnog kruga Split, Hvarskog pučkog kazališta i Poglavarstva Grada Hvara.

### Kulturne znamenitosti
- palača obitelji Radošević
- palača obitelji Ivanić
- palača obitelji Doimi

## Obrazovanje

### Osnovne škole
Osnovna škola dijeli mjesto sa Srednjom školom Hvar.
Naime, i osnovna i srednja škola nalaze se u istoj zgradi, no nastave se održavaju u suprotnim smjenama. Za razliku od Srednje škole Hvar, Osnovna škola Hvar napreduje u izgradnji dodatnih učionica pa je uz suradnju s gradom Hvarom i Srednjom školom Hvar podupirala i izgradnju športske dvorane koja je izgrađena 2010. godine.

### Srednje škole
Na Hvaru se nalazi samo jedna ustanova Srednje škole koja uključuje pet smjerova: Opću gimnaziju, Turističko-hoteljersku, Konobar, Kuhar i agroturistički tehničar.

## Znamenitosti
- Hvarska katedrala posvećena sv. Stjepanu I., papi
- Muzej hvarske baštine
- kuća Bartučević, gotičko-barokna građevina
- Arsenal (Hvar) (sagrađen na mjestu starijeg Arsenala, stradalog za napada osmanskog potkralja Alžira Uluz-alije 1571.)[10]
- Fontik (Hvar)
- Hvarsko kazalište
- tvrđava Napoleon u Hvaru
- Gradska loža
- Baterija Andreas na Križnome ratu
- kuća Fazanić
- kuća Machiedo (Bonini)
- ljetna palača Paladini
- luka Mandrač
- ljetnikovac Hanibala Lucića
- kuća Novak
- kuća uz crkvu Gospe Anuncijate
- kuća Užižić (Hektorović)
- kuće Zaninović

Prvi Arsenal sagrađen je između 1292. i 1331. godine i služio je kao brodogradilište za galije. U 16. stoljeću gradi se novi Arsenal na istom mjestu, no netom dovršenu građevinu spalili su u napadu na Hvar 1571. godine Turci. Današnji izgled dobiva tijekom obnove i nadogradnje 1611. godine, u doba kneza Pietra Semitecola. Uz sjeverno pročelje je 1612. dograđen Fontik (skladište za žito). Nad Fontikom je Belvedere, terasa iz koje se ulazilo u kazalište utemeljeno iste godine, najstarije javno kazalište u Europi.
Mletačke vlasti sagradile su 1561. godine crkvu sv. Venerande za potrebe mornara grkokatoličke vjeroispovijesti u službi Mletačke Republike. Uz grkokatolički oltar, u crkvi je 1685. podignut i rimokatolički oltar posvećen sv. Frani. Prilikom napada ruske vojske na Hvar 1807. godine samostan i crkva su oštećeni. Godine 1811. Francuzi pretvaraju samostan u utvrdu. Sredinom 19. st. sklop je prodan znamenitom prirodoslovcu Grguru Bačiću, koji 1858. osniva jednu od prvih meteoroloških postaja u Hrvatskoj.
Gotičko-renesansna crkva Navještenja (Anuncijata) prvi put se spominje u 14. stoljeću. Imala je bitnu ulogu u pripremi Pučkog ustanka 1510. godine, kada je služila kao svojevrsni stožer ustanika. U obližnjoj ulici su se ustanici (pučani) zakleli da će pobiti sve hvarske plemiće, te je po legendi zbog toga 6. veljače krvlju proplakalo drveno raspelo u kući Bevilaqua. U renesansnoj luneti nad portalom je reljef Navještenja rađen pod stilskim utjecajem Nikole Firentinca. U 17. st. crkva postaje središte i danas aktivne bratovštine sv. Križa.
Kasnogotičku crkvu sv. Duha sagradila je bratovština sv. Duha krajem 15. stoljeća, na mjestu starije i manje crkve iz 14. st. Posvećena je 1494. godine. Na zvoniku crkve sačuvano je najstarije zvono na Hvaru, koje potječe iz 1487. U doba francuske vlasti (1806. – 1813.) bratovština sv. Duha je ukinuta. Naslijedila ju je bratovština sv. Nikole, osnovana 1861. U unutrašnjosti crkve je Padovanovina oltarna pala s prikazom Bogorodice.
Crkva Zvijezda mora djelo je domaćih graditelja. Sagrađena je početkom 19. st. uz staru mletačku obalu, na mjestu starije crkve sv. Josipa. U doba francuske vlasti crkva je izgubila sakralnu ulogu i rabljena je kao skladište, ali joj je kasnije vraćen kult. Pročelje je oblikovano s polukružnim zabatom, s obilježjima renesansnog i baroknog sloga. U unutrašnjosti je barokni mramorni oltar sa skulpturom Gospe od Utjehe, izvorno iz crkve augustinaca.
Gradnja gradske tvrđave počinje nakon 1278. godine, kada Hvar dolazi pod vlast Venecije. Tvrđava s gradskim zidinama čini jedinstven obrambeni sustav. Godine 1551. sagrađena je nova tvrđava na mjestu stare, a 1571. tijekom turske provale pružila je zaštitu pučanstvu koje se u nju sklonilo. Godine 1579. tvrđava je znatno oštećena u eksploziji skladišta koju je uzrokovao udar groma. Popravljena je tek početkom 17. st. u doba kneza Pietra Semitecola, izgradnjom baroknih obrambenih bastiona. Posljednja vojarna sagrađena je u doba Marije Terezije 1775. – 1776. U tvrđavi je smještena zbirka amfora.
Crkva svete Marije sagrađena je u 15. st. kao jednobrodna gotička građevina, na mjestu Kapelice sv. Križa. U luneti glavnog portala postavljen je 1465. – 1471. Gospin kip s djetetom, rad Nikole Firentinca. Godine 1536. izgrađen je sjeverni brod crkve s renesansnom kapelom sv. Križa. U unutrašnjosti crkve su oltari iz 16. st., kor s renesansnim raspelom, mletački rad iz 16. st. te grob hvarskog pjesnika Hanibala Lucića. U reflektoriju je slika "Posljednja večera", rad Mattea Ponzonia. U sklopu samostana je knjižnica te muzejska zbirka.
Gradske zidine obuhvaćaju sjeverni dio grada i povezuju se s tvrđavom Forticom. Počele su se graditi u 13. st., a sadašnji oblik dobivaju tijekom 14. i 15. st. Vrh zidina utvrđen je kruništem sa zupcima i ophodom, a na više mjesta je učvršćen četvrtastim kulama. Istočna vrata nazvana su Porta Badoer. Hvarani ih nazivaju Gradno vrota, tj. Gradska vrata jer, za razliku od ostalih vrata koja povezuju različite dijelove Hvara, jedino ova vode izvan grada.
Srednjovjekovne gradske zidine počele su se graditi nakon odluke mletačke vlasti 1278. godine, iako nije sigurno da ih i prije toga u nekom obliku nije bilo. Gradnja je bila vrlo spora što se vidi iz neke odluke mletačke vlasti 1326./1327. kojom se Hvaranima daje novac za gradnju zidina. Današnje zidine su u današnjem obliku bile dovršene tek sredinom 15. st. nakon ponovnog dolaska pod mletačku vlast. Već u 16. st. bile su zapuštene pošto su širenjem grada van zidina izgubile svoju prvotnu obrambenu funkciju. Gradske zidine imaju četvora vrata.
Kula sa satom (Leroj), izvorno u sustavu obrambenih zidina grada, pripadala je sklopu Kneževe (komunalne) palače koja je porušena prigodom izgradnje hotela Palace u međuratnom razdoblju. Godine 1466. odlukom kneza Veniera u kulu je ugrađen javni sat. Zvono koje je danas na krovu kule potječe iz 1564. i ukrašeno je religijskim motivima.
Leroj je naslonjen uz gradsku ložu i danas s njome čini sklop.
Crkva svetog Nikole sagrađena je krajem 14. ili početkom 15. stoljeća u gotičkom stilu, na mjestu ranijeg augustinskog samostana s crkvom. Augustinski red ukinut je 1787. godine. Crkva i samostan su u doba francuske vlasti pretežno srušeni. Sačuvano je svetište crkve s lukom renesansne profilacije, danas kapela Gospe Žalosne. Godine 1849. sklop je dodijeljen za smještaj mjesnog groblja. Zapadno pročelje groblja ima veliki trokutasti zabat i željezna vrata s naznačenom godinom 1879. Srednji dio grobnica je u razini pločnika, dok na južnoj strani postoje grobnice s nadgrobnim spomenicima.
Hvarsko povijesno kazalište smješteno je na drugom katu zgrade Arsenala. Na nadvratniku ulaznih vrata kazališta upisano je: ANNO SECVNDO PACIS MDCXII. Godina 1612., kako govori natpis, druga je godina mira između sukobljenih staleža hvarske komune. Gledalište s ložama izgrađeno je 1803. kad je osnovano Kazališno društvo, a današnji neobarokni izgled nadnjeva iz sredine 19. st. Sačuvane su dvije zidne scenografije, freska iz 1819. godine i danas je na začelnom zidu pozornice. Freska s prikazom kneževa dvora izrađena oko 1900. restaurirana je i postavljena na pomične panoe.
Samostan i crkva svetog Marka spominju se prvi put 1312. godine, a današnji ostaci potječu iz 16. i 17. stoljeća. U ovoj crkvi je dominikanac Vinko Pribojević 1525. održao svoj poznati govor "O podrijetlu i zgodama Slavena". U nekadašnjoj trobrodnoj građevini nalaze se grobovi hvarskih obitelji iz razdoblja od 15. do 18. st., a crkva je rabljena i za sastanke Velikog vijeća. Samostan je ukinut 1811. godine u doba francuske uprave, a apsida crkve je krajem 19. st. pretvorena u kapelu.
Donju palaču Paladini dao je sagraditi krajem 15. st. suprakomit i vitez Nikola Paladini u cvjetnogotičkom stilu. Današnji izgled je izmjenom glavnog pročelja palača dobila u 19. st., a izmjenu je prema nacrtu Vičenca Kovačevića 1870. godine izveo vlasnik dr. Dominik Gazzari. Izmijenjeno je prizemlje i raspored prozora na katovima. Nazivala se ljetnom kućom jer je prije pregradnje imala više prozora na sjevernoj strani koja je bila zaklonjena od ljetnih vrućina.
Palača Užižić, ranije pogrešno nazivana palačom Hektorović, sagrađena je oko 1463. godine u stilu cvjetne gotike. Građena je na mjestu ranogotičke crkve iz kraja 14. st., koja je sačuvana u perimetru današnje palače. Izgrađena je nad južnim gradskim zidom, s pročeljem bogato raščlanjenim monoforama i triforama. Javni prolaz gradskom ulicom nije zatvorila, što je bio knežev uvjet za odobrenje gradnje. Pripadnici stare plemićke obitelji obavljali su mnoge općinske časti i dužnosti. Palača je više od 500 godina stajala nedovršena.
Samostan benediktinki nalazi se na današnjem mjestu od 1664. godine, izvorno u stambenom sklopu obitelji pjesnika Hanibala Lucića kojeg je njegova udovica Julija 1591. oporučno ostavila benediktinkama. Uz samostan je barokna crkva svetog Antuna Opata i Ivana Krstitelja iz 17. st. te samostanska zbirka umjetnina i čipki od niti kaktusa agave. Redovnice ih izrađuju od 19. st., a uvrštene su na UNESCO-ov popis nematerijalne kulturne svjetske baštine.
Središnji hvarski trg ili Pjaca (Trg svetog Stjepana) najveći je trg u Dalmaciji. Izvorno duboka uvala, a kasnije prostor između dva utvrđena grada (Groda na sjeveru i Burgo na jugu), kroz stoljeća je zasipavana dok nije poprimila današnje dimenzije. Pjaca je do 15. st. već formirana, s katedralom na istoku i morem na zapadu. U početku je bila šira od današnje, ali zbog nedostatka prostora unutar utvrđenog grada izgrađuju se kuće na sjevernom dijelu Pjace (ispred gradskih zidina). U središtu Pjace je komunalni bunar iz 1529. godine, a Pjaca je u potpunosti popločana 1780.
Na južnom zidu prema hvarskom trgu otvorena su dvoja vrata od kojih ona zapadna imaju monumentalni portal gotičkog stila. Nazivaju se Glavna vrata (Porta Maestra), a od 15. st. i Palmina vrata (Porta del datallo). U 16. st. ova se vrata nazivaju i Tržnična vrata (Porta del mercato).

## Poznate osobe
Poznate osobe rođene ili podrijetlom iz Hvara:
- Josip Avelini, hrv. liječnik, lokalni dužnosnik i zaslužnik hrvatskog turizma
- Stjepan Barišić Gego, hrv. glazbenik
- Martin Benetović
- Jakov Boglić, hrv. povjesničar
- Matija Botteri, hrv. prirodoslovac, ornitolog i sakupljač
- Grgur Bučić (1829. – 1911.), hrv. prirodoslovac
- Jelka Bučić (u. 1943.), hrv. pripadnica pokreta otpora
- Jerko Bučić, hrv. kazalištarac, prvi direktor Šibenskog kazališta
- Vesna Bučić (1926.), slo. povjesničarka umjetnosti
- Marin Carić (1947. – 2000.), hrv. kazališni redatelj
- Petar Colić, hrv. fizičar i popularizator znanosti
- Niko Duboković Nadalini (1909. – 1991.), konzervator, povijesnik, arhivist, osnivač "Centra za zaštitu kulturne baštine", danas Muzej hvarske baštine
- Dinko Fio (1924.), hrv. skladatelj, utemeljitelj klape Nostalgija
- Marin Gazarović
- Petar Hektorović (1487. – 1572.), hrv. književnik
- Ivan Kasandrić, povjesničar i publicist
- Petar Kasandrić, novinar i književni povjesničar
- Joško Kovačić  (1955. – 2019.), hrv. povjesničar, istraživač hvarske povijesti i kulture[13]
- Kuzma Kovačić (1952.), hrv. kipar
- Hanibal Lucić (1485. – 1553.), hrv. književnik
- Jerko Machiedo, liječnik i hrv. političar
- Petar Nižetić
- Ambro Novak, pravnik, skladatelj i glazbeni publicist
- Božidar Novak (1925. – 2013.), novinar, političar, hrv. proljećar
- Dominik Novak, poduzetnik, kulturni radnik u Tunisu, pionir arheologije istraživanja Kartage[14][15]
- Gabi Novak (1936.), hrv. pjevačica
- Grga Novak (1888. – 1978.), hrv. povjesničar i arheolog
- Ivan Parožić, hrv. pjesnik
- Slobodan Prosperov Novak (1951.), hrv. književnik
- Mikša Pelegrinović (1500. – 1562.), hrv. književnik
- Vinko Pribojević
- Tonko Šoljan, ihtiolog
- Ivan Vučetić (1858. – 1925.), hrv. kriminolog, "otac daktiloskopije"
- Veljko Vučetić, hrv. književnik

Hrvatski iseljenici su napravili pionirske korake ribarske industrije u Portugalu, a to je bila hvarska obitelj Novak.

## Galerija
- Crkva
- Fortica
- Toranj sa satom
- Crkvica
- Nadvratnik franjevačkog samostana
- Ulica unutar zidina

## Vanjske poveznice
- Stranice Grada Hvara
- Turistička zajednica grada Hvara (hrv.)(tal.)(engl.)(njem.)